# Рабор, Диоскоро Сиарот
Диоскоро Сиарот Рабор, также известный как Джо Рабор (1911—1996) — филиппинский орнитолог, зоолог и защитник природы. Известен как «Отец охраны дикой природы Филиппин». Возглавлял 50 экспедиций на Филиппинах, стал автором 87 научных работ и статей. Описал 69 видов птиц и множество видов млекопитающих. В 1965 году привлек внимание к опасному статусу популяции филиппинского орла.
Несколько видов были названы в честь Рабора.

## Биография
Диоскоро Рабор получил степень бакалавра наук в 1932 году и степень магистра наук в 1934 году в Университете Филиппин. В 1957 году Сидни Диллон Рипли стал его наставником в Йельском университете, где в 1958 году он получил степень доктора философии. В 1974 году ему была присвоена степень почетного доктора Университета Силлиман на Негросе. С 1935 по 1977 год Рабор возглавлял более 50 экспедиций на 25 островов Филиппин, где он открыл восемь новых видов и 61 новый подвид птиц, млекопитающих, рыб, амфибий и рептилий. В большинстве экспедиций его сопровождала жена Лина Н. Флорендо. Его четыре дочери Иоле Ирена, Нектариния Юлия, Ардея Ардеола и Алектис Киринея были названы в честь птиц и рыб соответственно. Рабор был членом комитетов по планированию Международных орнитологических конгрессов в Оксфорде (1966), Гааге (1970) и Канберре (1974). В 1951 году он стал членом Американского союза орнитологов, а в 1958 году был избран членом-корреспондентом этой организации. Рабор был преданным защитником природы, проводя кампанию по защите филиппинского орла. В 1975 году он обнаружил динагатскую корьевую крысу (Crateromys australis), которая впоследствии оставалась потерянной в течение 37 лет, пока не была вновь обнаружена чешскими зоологами в 2012 году. Автор 87 книг и научных статей, в том числе десяти — совместно с Остином Лумером Рэндом, восьми — с Сиднеем Диллоном Рипли и трёх — с Джоном Элевтером Дюпоном.
Был женат на Лине Н. Флорендо Рабор. Известный ученик учёного — Ангел Алкала.